# Pile (seiyū)
Pour les articles homonymes, voir Pile.
Eriko Hori (堀絵梨子, Hori Eriko), née le 2 mai 1988 à Tokyo, plus connue sous son nom de scène Pile, est une chanteuse japonaise et une seiyū. Elle est connue principalement pour son rôle de Maki Nishikino dans Love Live! — un jeu vidéo et un anime. Son premier rôle est un petit rôle dans un film de 2006. Elle fait ses débuts de chanteuse après avoir été sélectionnée en 2006 dans une audition, et fait ses débuts de seiyū dans Love Live! en 2010.

## Carrière Musicale
En 2006, Eriko est sélectionnée parmi 700 participants dans la Japan-wide Asian Dolls Audition. Elle écrit plus tard qu'elle voulait être considérée comme « chaleureuse et enveloppante, pouvant être aimée de tous ». Elle choisit le nom de scène Pile et fait ses débuts. En octobre 2007, elle chante son premier morceau : « Your is All... », qui devient le générique de début de la Saison 3 de la série dramatique Ikari Oyaji Ai no Sekki Youtaikyoku. En 2008, deux de ses musiques sont incluses dans l'album de Dancemania : Flower, et Hime Trance Best,.
À la suite du succès de Love Live!, Pile et ses compagnes de l'anime rencontrent le succès avec leurs propres musiques. Elle et Aina Kusuda de Love Live! forment un duo, Please&Secret, en 2013. Elles sortent deux singles et un album,. En juin 2014, elle et une autre seiyū de Love Live!, Riho Iida, forment un duo : 4to6, le nom faisant référence à l'heure entre la fin des cours et le retour chez soi au Japon. Leur premier morceau est enregistré en août 2014,,. En 2014, Pile chante le troisième générique de fin, « Densetsu no FLARE », de l'animé Tenkai Knights, mis en vente par Victor Entertainment le 3 December 2014,. Son premier album pour un grand label — Tower Records —, intitulé Jewel Vox, sort le 4 mars 2015.

## Carrière d'actrice
En 2005, Eriko apparaît avec un petit rôle dans une série télévisée 1 Litre no Namida, en 2006, elle apparaît dans Karera no Umi VII, dans le film Ōkoku, Shiroi asa no koi, et Tokyo Real.
En 2010, Pile fait ses débuts en tant que seiyū pour ASCII Media Works' dans Love Live! school idol project, en doubant Maki Nishikino. Maki est l'une des personnages principaux, un membre du groupe d'idole μ's. Pile doublera cet animé pendant deux saisons, ainsi que les musiques de l'animé, les vidéos, les CD, un jeu de rythme, et autre. Elle fait aussi partie d'un petit groupe de trois de personnes de Love Live!, BiBi, avec Yoshino Nanjō (en) (Eli) et Sora Tokui (Nico).
Son rôle dans Love Live! attire beaucoup l'attention sur Pile, et donc crée une grande base de fans pour elle. Le site des nouvelles idoles GirlsNews l'appelle "actuellement la chanteuse/seiyu la plus parlé" après la seconde saison de la série.

## Vie personnelle
Eriko naît et grandit à Tokyo, où elle étudie dans l'académie pour filles de Shinagawa, pour sa scolarité intermédiaire et secondaire. Elle fréquente un collège à Tokyo. Son père est japonais et sa mère est coréenne,. Elle parle couramment le coréen et parle très bien anglais. Elle fait du ballet, Hip-hop, puis danse le Jazz lorsqu'elle rejoint une grande école ; elle pratique également le théâtre.

## Discographie

### Singles
Individuelle
- Your is All... (24 octobre 2007)[22]
- ETARNAL (2007)[4]
- Flower (2008)[4]
- Love&Joy (2009)[4]
- Aishiteru Banzai (2012)
- Densetsu no FLARE (3 décembre 2014)
- Kimi ga Kureta KISEKI (22 avril 2015)[23]
- Dream Trigger (4 novembre 2015)
- Melody (2016)

Please&Secret
- O.P.E.N FANTASY (18 septembre 2013)
- Kimi no Kokoro ni… (16 avril 2014)
- Ashita e Saku Hana (14 décembre 2014)

4to6
- Watashi no tokei wa gyakukaiten! (20 août 2014)

### Albums
- True Diva (Love Live! solo, 19 février 2012)
- Pile Lovely Box (29 décembre 2013)[24]
- Scarlet Princess (Love Live! solo, 2 avril 2014)
- Pile Lovely Box 2 (15 août 2014)
- Jewel Vox (4 mars 2015)[16]
- PILE (16 mars 2016)

## Filmographie

### Séries Animé TV
- Love Live! (2013), Maki Nishikino[25]
- Love Live! Second Season (2014), Maki Nishikino[26]

### OAV
- Snow halation (2010), Maki Nishikino
- Natsuiro egao de 1,2,Jump! (2011), Maki Nishikino
- Mo gyutto "love" de sekkinchu (2012), Maki Nishikino
- Wonderful Rush (2012), Maki Nishikino
- Music S.T.A.R.T!! (2013), Maki Nishikino
- A song for You! You? You!! (2020), Maki Nishikino

### Films Animé
- Love Live! School Idol Project Movie (2015), Maki Nishikino

### Séries TV
- 1 Litre no Namida (2005), étudiante[4]
- Karera no Umi VII (2006)

### Films
- Ōkoku (2006)
- Shiroi asa no koi (2006)
- Tokyo Real (2006), clerk[4]

### Jeux vidéo
- Love Live! School Idol Festival (2013), Maki Nishikino[27]
- The Guided Fate Paradox (2013) Frunetti Renzuka – comme Maki Nishikino (Pile)
- Love Live! School Idol Paradise, (2013), Maki Nishikino[18]
- Cinderella Blade 2 (2014), Cinderella[28]